# Tetrapterocarpon
Genre
Tetrapterocarpon est un genre de plantes à fleurs dicotylédones de la famille des Fabaceae, sous-famille des Caesalpinioideae, qui compte deux espèces acceptées. Ce sont des arbres ou des arbustes originaire de Madagascar

## Liste d'espèces
Selon The Plant List (8 octobre 2018) :
- Tetrapterocarpon geayi Humbert
- Tetrapterocarpon septentrionalis Du Puy & R.Rabev.